# Miguel Pérez Laparra
Miguel Pérez Laparra (* 31. Juli 1980) ist ein guatemaltekischer Straßenradrennfahrer.
Miguel Pérez wurde im Jahr 2000 guatemaltekischer Meister im Straßenrennen. Im nächsten Jahr gewann er den Krem's New Year Cycling Classic in Belize. In der Saison 2002 gewann Pérez die zwölfte Etappe bei der Vuelta a Guatemala. 2003 wurde er Etappendritter bei der Vuelta a Guatemala und Etappenzweiter bei der Vuelta Ciclista a Costa Rica und 2007 wurde Pérez zweimal Tagesdritter bei der Tour of Belize.

## Erfolge
2000
- Guatemaltekischer Meister – Straßenrennen

2002
- eine Etappe Vuelta a Guatemala